# Peribatodes uniformata
Peribatodes uniformata là một loài bướm đêm trong họ Geometridae.